# Trumau
Trumau är en ort och kommun i Österrike. Den ligger i distriktet Baden i förbundslandet Niederösterreich, 24 km söder om huvudstaden Wien. 